# Escudo de Baja Sajonia
El escudo de armas del Estado federado alemán de Baja Sajonia muestra un caballo sajón blanco ("Sachsenross") en un fondo rojo.
Es utilizado en la bandera de Baja Sajonia.

## Historia
Según el folclore germánico la bandera de Widukind, el último rey pagano de la Antigua Sajonia, era una caballo negro saltando sobre un fondo amarillo. Después de la derrota de Sajonia y su conversión al Cristianismo la bandera fue cambiada por un caballo blanco saltando sobre un fondo rojo. Esta composición fue adoptada por Enrique el León, el Duque de Sajonia (r. 1142-1180). El Arzobispo de Colonia también utilizaba esta composición en su sello para sus posesiones que se encontraban en las anteriores tierras de los sajones. En el siglo XVII estos territorios en Westfalia fueron a caer a las posesiones de la Casa de Sajonia-Luneburgo que continuaron utilizando este diseño. El caballo sajón (Sachsenross) también se encuentra en las armas del Reino de Prusia, el Reino de Hannover y el Ducado de Brunswick y en la actualidad es utilizado en el escudo de armas contemporáneo del Estado federado de Renania del Norte-Westfalia.
El caballo blanco se convirtió en el escudo de armas de la Provincia de Hannover como provincia del Reino de Prusia en 1866 después de haber sido utilizado tanto por el Ducado de Brunswick como el Reino de Hannover desde 1814. Fue incluso utilizado después de la abolición de la monarquía alemana después de la I Guerra Mundial hasta 1935. Desde ese año, el uso de banderas de Estado fue prohibido por el gobierno nazi; solo la Bandera de la Alemania nazi iba a ser utilizada bajo este sistema totalitario donde cualquier forma de regionalismo fue rechazado y los tradicionales Estados alemanes fueron abolidos y remplazados por divisiones administrativas denominadas Gau inspiradas en la división territorial del Partido Nazi.
Después de la II Guerra Mundial, la Provincia de Hannover y el Estado Libre de Brunswick adoptaron ambos el caballo blanco como su escudo de armas. Después, el régimen de ocupación británica fusionó estos dos Estados con Oldemburgo y Schaumburg-Lippe para crear el moderno Estado de Baja Sajonia. Finalmente se acordó que un motivo simple sería la mejor solución y el caballo blanco sajón se convirtió en el escudo de armas de toda Baja Sajonia. Las armas de Hannover y Frisia Oriental todavía se utilizan a nivel regional inferior.
El caballo blanco es similar utilizado en el escudo de armas del condado de Kent en Inglaterra que es probable que tenga su origen en la región de Renania.

## Estatus legal
El 3 de abril de 1951 el gobierno de Baja Sajonia tomó la decisión que quedó escrita en la constitución preliminar del Estado de Baja Sajonia con fecha de 13 de abril de 1951. La "Ley sobre escudos de armas, banderas y sellos", con fecha 13 de octubre de 1952, sostiene que el prototipo elaborado por el heraldista alemán Gustav Völker sería utilizado en el futuro.
La nueva constitución de Baja Sajonia de 19 de mayo de 1993, adoptó este acuerdo:

Baja Sajonia adopta el caballo blanco en un campo rojo en sus armas
„Niedersächsische Verfassung“ vom 19. Mai 1993 [Constitución de Baja Sajonia de 19 de mayo de 1993]

Una ley especial de 2007 confirmó:

El parlamento de Baja Sajonia ha decidido la siguiente ley:

§1 Símbolos del Estado
(1) El Estado utiliza un escudo semiredondo con un caballo saltando blanco (carga) en un campo rojo según el anexo 1.
(2) El Estado utiliza dentro de la bandera del Estado los colores negro-rojo-dorado del Estado con el escudo de armas del Estado según el anexo 2.
Gobierno Federal  Ley del escudo de armas de Baja Sajonia (NWappG) de 8 de marzo de 2007 (Nds. GVBl. Nr.7/2007 S.117) - VORIS 11410